# Leptotarsus (Macromastix) obscurirostris
Leptotarsus (Macromastix) obscurirostris is een tweevleugelige uit de familie langpootmuggen (Tipulidae). De soort komt voor in het Australaziatisch gebied.